# Niederländisches Kaltblut
Das Niederländische Kaltblut (auch Holländisches Kaltblut; Nederlands trekpaard oder Zeeuws trekpaard) ist eine niederländische Pferderasse, die ursprünglich als auf Zuglast spezialisiertes Arbeitspferd gezüchtet wurde. Es wurde hauptsächlich auf schweren Böden in der Landwirtschaft aber auch in der Industrie eingesetzt. Heute wird das Trekpaard vor allem im Freizeitbereich und als Touristenattraktion eingesetzt. Ferner wird das Pferd beim traditionellen Ringrijden in Zeeland eingesetzt, wo es geschmückt und ohne Sattel geritten wird.
Das niederländische Kaltblut entwickelte sich in der heutigen Form ab Anfang des 20. Jahrhunderts aus dem Brabanter. In den Wirren des Ersten Weltkrieges kamen 1914 vier belgische Hengste nach Holland und sorgten dort für einen erheblichen Fortschritt in der Zucht. Der wichtigste Deckhengst in der Zucht war jedoch der 1935 geborene Nico van Melo. 
Das Niederländische Kaltblut ist ein mächtiges Pferd von ruhigem und freundlichem Wesen. Das Kaltblut hat schulterfreie Gänge und ist ausdauernd. Weitere Kennzeichen sind der muskulöse Hals, die breite Brust, die steile Schulter, der kurze Rücken und die kräftigen Beine mit Kötenbehang. Die meisten Trekpaarden sind Braunschimmel. Das Stockmaß beträgt 160–170 cm.